# Daerpies Dierie
Daerpies Dierie – sørsamisk kirkeblad – sydsamiskt kyrkoblad är  en sydsamisk kyrklig tidskrift, som ges ut kvartalsvis. Den grundades 1997 och har sin redaktion i Mo i Rana i Norge. Daerpies Dierie redigeras som en del av arbetet för Norska kyrkans präst för sydsamiskt område.
Bladet har artiklar på sydsamiska, norska och svenska. Artiklarna är relaterade till samiskt kyrkoliv, samiska nyheter och kulturella ämnen.
Tidskriften har kommit ut sedan 1997. Den stöds ekonomiskt av Härnösands stift, Nidaros bispedømme, Sametinget i Norge och Svenska kyrkan. 
Tidskriften grundades 1997 av Bierna Bientie, som också var redaktör för tidskriften till 2014, då han efterträddes av Einar Sørlid Bondevik.